# Collybiopsis
Collybiopsis (J. Schröt.) Earle – rodzaj grzybów należący do rodziny Omphalotaceae.

## Systematyka i nazewnictwo
Pozycja w klasyfikacji według Index FungorumOmphalotaceae, Agaricales, Agaricomycetidae, Agaricomycetes, Agaricomycotina, Basidiomycota, Fungi.
Gatunki występujące w Polsce
- Collybiopsis confluens (Pers.) R.H. Petersen 2021 – tzw. łysostopek pozrastany
- Collybiopsis luxurians (Peck) R.H. Petersen 2021[2][3]
- Collybiopsis peronata (Bolton) R.H. Petersen 2021 – tzw. łysostopek cierpki
- Collybiopsis ramealis (Bull.) Millsp. 1913 – tzw. twardziaczek gałązkowy
- Collybiopsis quercophila (Pouzar) R.H. Petersen 2021 – tzw. szczetkostopek dębowy
- Collybiopsis vaillantii (Pers.) R.H. Petersen 2021 – tzw. twardziaczek bruzdkowany

Nazwy naukowe na podstawie Index Fungorum. Nazwy polskie według Władysława Wojewody.